# Divizna brunátná
Divizna brunátná (Verbascum phoeniceum) je druh, který díky sametově fialovým květům patří mezi diviznami k těm nejkrásnějším. Jako jediný mezi druhy rostoucími v České republice nemá květy žluté barvy.

## Výskyt

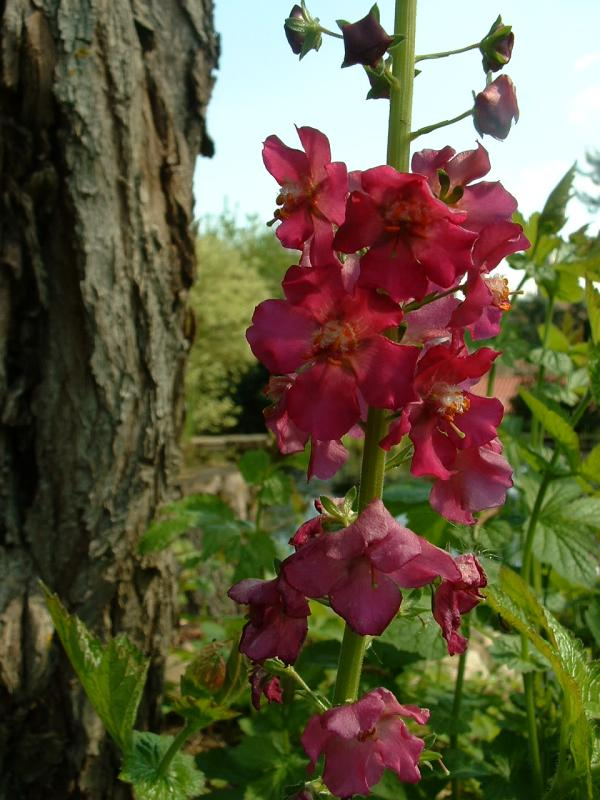
Divizna brunátná (rudě zbarvená)

Tento euroasijský druh roste ve střední, jižní a východní Evropě, odkud zasahuje do Malé Asie, evropské části Ruska, na Kavkaz a do oblastí západní Sibiře a Střední Asie. Je vázán na teplé biotopy, vyrůstá většinou jednotlivě na kamenitých svazích a v písčitých vysýchavých trávnících, stejně jako podél vlhkých okrajů světlých lesů. Vyžaduje trvale nepřemokřené zásadité substráty.
Vyskytuje se v mnoha typech xerotermních společenstev, zejména ve svazech Festucion valesiaceae a Bromion erecti. V České republice je těžiště jeho výskytu v termofytiku až mezofytiku, v nížinách a nižších pahorkatinách. Lze ho spatřit v severozápadních a středních Čechách i na střední a jižní Moravě.

## Popis
Vytrvalá nebo zřídka dvouletá rostlina s chudě olistěnou, přímou, nevětvenou lodyhou dorůstající do výše 30 až 80 cm, výjimečně až 100 cm. V prvním roce z vytrvalého oddenku vyrůstá přízemní růžice listů s řapíky dlouhými až 3 cm. Čepele těchto listů mají tvar vejčitý až podlouhlý, u báze se ostře zužují, ale na koncích jsou spíše tupé. Bývají dlouhé 5 až 15 cm, na horní straně jsou lysé a na spodní žláznatě chlupaté; zvlněné okraje mají hrubě vroubkované. Koncem prvého roku listy růžice usychají a počátkem druhého z růžice vyroste květná lodyha. Její listy, obvykle jen 2 až 4, jsou drobné, přisedlé a oboustranně žláznatě chlupaté.
Pětičetné oboupohlavné květy na dlouhých stopkách vyrůstají jednotlivě z paždí krátkých listenů na vrcholu lodyhy. Květenství - nepravý hrozen - je hustě chlupaté. Zelené kališní lístky kopinatého tvaru dosahují délky 4 až 6 mm. Tmavě fialové lalokovité korunní lístky široce eliptického tvaru vytvářejí kolovitou korunu o průměru asi 2,5 cm. Květ má pět tyčinek s fialovými nitkami zakončenými také fialovými ledvinovitými prašníky, semeník je dvoupouzdrý. Divizna brunátná rozkvétá od května do června a opyluje ji létající hmyz.
Plodem jsou vejcovité tobolky dlouhé asi 6 mm a řídce porostlé chlupy. Obsahují četná žebrovaná cylindrická semena.

## Ohrožení
Divizna brunátná sice v současnosti ještě roste na poměrně velkém počtu lokalit, ale objevují se již záporné vlivy způsobené opuštěním tradičního způsobu zemědělského hospodaření. V zájmu zachování této ceněné rostliny i pro budoucnost je nutno ji chránit, a proto byla prohlášena ohroženým druhem jak vyhláškou MŽP ČR č. 395/1992 Sb. ve znění vyhl. č. 175/2006 Sb., tak i "Černým a červeným seznamem cévnatých rostlin České republiky v roce 2000".